# Tysk-brittiska flottavtalet
Tysk-brittiska flottavtalet ingicks mellan Tyskland och Storbritannien den 18 juni 1935. Avtalet, som för Tysklands del hade förhandlats fram av utrikesminister Joachim von Ribbentrop, innebar att Tysklands flotta tilläts öka i storlek och att Tyskland fick ökad dominans över Östersjön. I och med avtalet tilläts Tyskland ha en flotta vars storlek motsvarade 35% av Royal Navys bruttotonnage. Versaillefördraget hade innan detta avtal kraftigt begränsat den tyska flottans storlek även om Tyskland på olika sätt arbetat för att kringgå Versaillefördragets bestämmelser (bland annat utvecklade man ubåtar genom bulvaner i Nederländerna). Adolf Hitler sa ensidigt ifrån sig begränsningarna i det tysk-brittiska flottavtalet 28 april 1939.